# Cadeira Chiavari

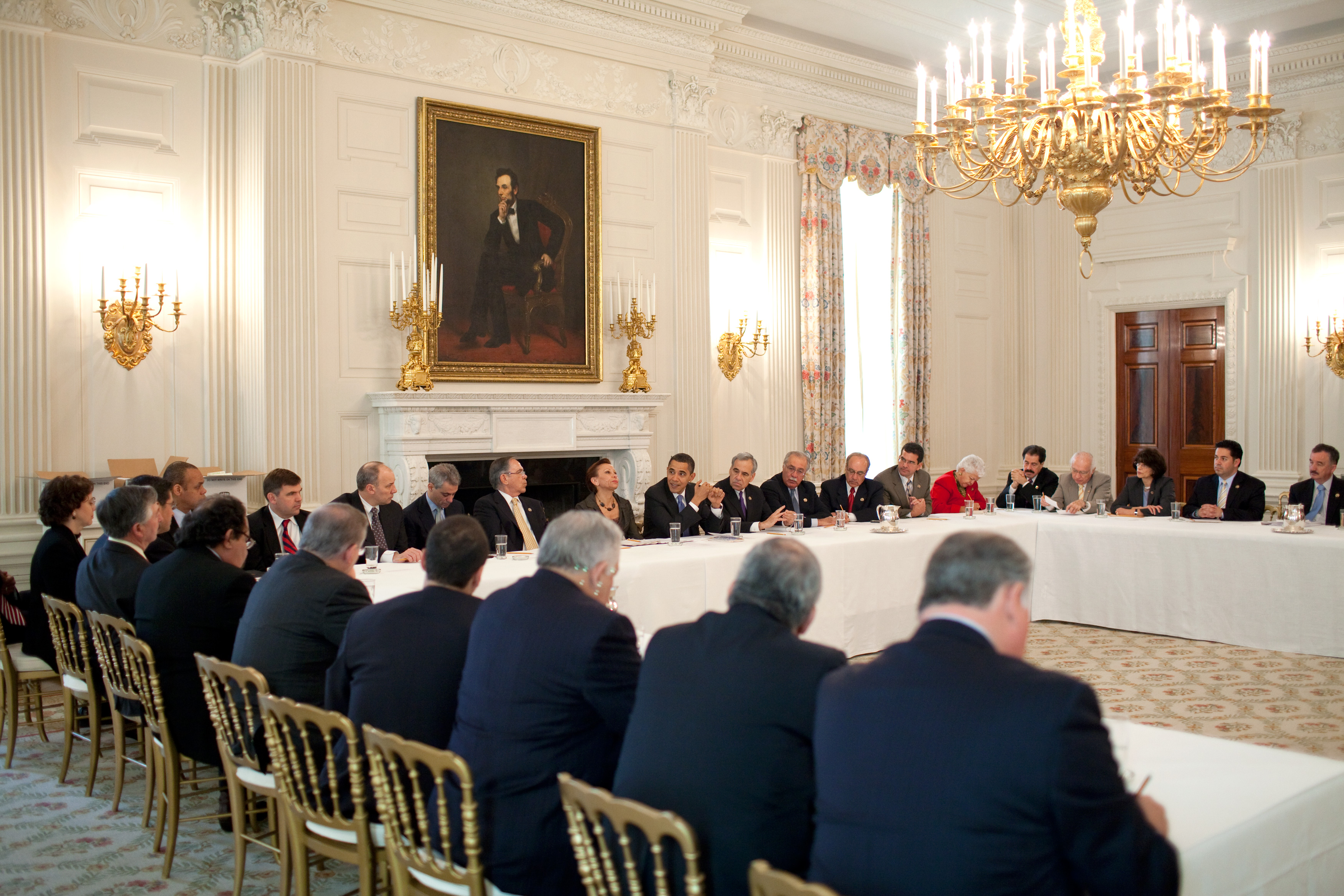
Cadeiras Chiavari numa reunião no Salão de Jantar de Estado da Casa Branca em 2009

A cadeira Chiavari, também conhecida como Chiavarina ou cadeira Tiffany, é uma cadeira de madeira de design da Ligúria.

## História
A Chiavarina foi criada em 1807 por um marceneiro de Chiavari, na costa noroeste da Itália, Giuseppe Gaetano Descalzi. A convite do presidente da Sociedade Econômica de Chiavari, o Marquês Stefano Rivarola, Descalzi reformulou algumas cadeiras no estilo Império Francês, simplificando os elementos decorativos e aligeirando os elementos estruturais. 
A cadeira foi um sucesso e logo muitas fábricas foram abertas em Chiavari e cidades vizinhas. Quando Gaetano Descalzi morreu em 1855, cerca de 600 trabalhadores estavam fazendo cadeiras Chiavari. A cadeira foi elogiada por Carlos Alberto de Saboia, Napoleão III,  e pelo escultor Antonio Canova. 
O sucesso da Chiavarina declinou após a introdução das cadeiras austríacas de Michael Thonet, produzidas em massa, mais baratas e compostas por poucos elementos de fácil montagem, e na segunda metade do século XX, após a concorrência da produção industrial. O arquiteto e designer Gio Ponti inspirou-se no sistema estrutural da cadeira Chiavarina para sua cadeira Superleggera de 1955. 

## Características

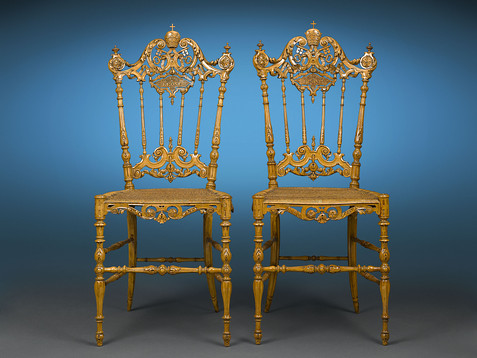
Cátedras de Chiavari doadas ao Papa Leão XIII pela cidade italiana de Chiavari quando a cidade se tornou uma diocese em 1892

A cadeira foi projetada com cada componente feito para as tensões específicas que suportará. Descalzi projetou um sistema de ranhuras para a construção e um sistema para amarrar as tiras de salgueiro roxo que formam o assento da cadeira diretamente à estrutura. 
As madeiras originalmente usadas por Descalzi eram cerejeira selvagem e bordo, às quais foram adicionadas faia e freixo, todas provenientes de florestas do interior da Itália.